# Barrakudowate
Barrakudowate, barakudowate (Sphyraenidae) – monotypowa rodzina drapieżnych, morskich ryb okoniokształtnych (Perciformes). Są uważane za potencjalnie niebezpieczne dla człowieka. Na niewielką skalę poławia się je gospodarczo dla smacznego mięsa, ale w mięśniach dużych, starszych osobników niektórych gatunków gromadzi się toksyczna dla ludzi ciguatoksyna.

## Występowanie
Tropikalne i subtropikalne wody mórz i oceanów. Zasiedlają wody pelagialne i przybrzeżne. Młode czasami wpływają do estuariów.

## Budowa ciała
Są to średniej wielkości i duże, drapieżne ryby, kształtem przypominające szczupaka. 

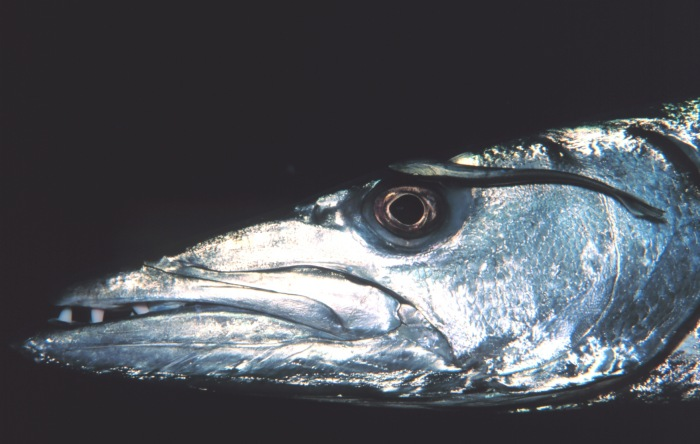
Głowa barakudy

Mają wydłużone, niemal cylindryczne ciało, długą głowę i takiż pysk, silne szczęki z dużymi, ostrymi zębami podobnymi do kłów. Dolna szczęka jest wysunięta do przodu, co nadaje rybie groźnego wyglądu i przyczyniło się do uznania barakud za potencjalnie niebezpieczne dla ludzi. Brak jednak potwierdzonych doniesień o dokonywanych przez barakudy atakach na ludzi.
Powierzchnia ciała pokryta jest małymi łuskami cykloidalnymi. Linia boczna jest wyraźna, dobrze rozwinięta. Cechą charakterystyczną barakud są dwie płetwy grzbietowe położone daleko od siebie. Ubarwienie ciała srebrzyste, stalowoszare lub brązowe, brzuch biały. Na ciele, w dolnej jego części, widoczne są ciemne plamki. Dymorfizm płciowy nie jest uwidoczniony. Długość ciała poszczególnych gatunków mieści się w przedziale od 0,3 m do 3 m, masa ciała największych osobników dochodzi do kilkudziesięciu kilogramów.
Najmniejsze z barakud to Sphyraena chrysotaenia występująca w obszarze indo-pacyficznym, Sphyraena pinguis z północno-zachodniego Pacyfiku i Sphyraena waitii z Oceanu Indyjskiego i zachodniego Pacyfiku.
Największe gatunki to Sphyraena barracuda (tropikalna i subtropikalna strefa Atlantyku oraz Indo-Pacyfik z wyjątkiem wschodniej części Pacyfiku), Sphyraena guachancho (Atlantyk) oraz Sphyraena afra (atlantyckie wybrzeże Afryki).

## Rozmnażanie
Biologia rozrodu tych ryb jest słabo poznana. Do końca nie wiadomo, kiedy się zaczyna i jak długo trwa sezon rozrodczy, niektórzy mówią o wiośnie, niektórzy o lecie a inni twierdzą, że jest to cały rok z wyjątkiem zimy. W każdym razie ikra barakud jest pelagiczna, tzn. unosi się w toni wodnej. Ryby nie opiekują się ikrą. Larwy, po wylęgnięciu się, znajdują schronienie w płytkich wodach przybrzeżnych, np. przy ujściach rzecznych (estuariach). W miarę wzrostu stopniowo wpływają na otwarte wody. Zamieszkują płytkie rafy.

## Klasyfikacja
Do rodziny zaliczany jest rodzaj:
- Sphyraena